# 康斯坦丁诺斯·塔苏拉斯
康斯坦丁诺斯·塔苏拉斯（希臘語：Κωνσταντίνος Τασούλας，1959年7月17日—），希腊政治人物。曾担任希腊议会议长，2025年当选为希腊总统。